# Bandeiras com o Cruzeiro do Sul
Bandeiras com o Cruzeiro do Sul são bandeiras que possuem em seu desenho a representação da constelação Crux, ou cruzeiro do sul, uma constelação visível no hemisfério sul. A mesma constelação é também retratada em brasões de armas de diversos países e entidades sub-nacionais.
Esta constelação é a mais representada em bandeiras ao redor do mundo. Por ser visível no hemisfério sul, seu uso está sempre associado a países austrais ou suas subdivisões. Austrália, Brasil, Nova Zelândia, Papua-Nova Guiné e a Samoa são países que utilizam o Cruzeiro do Sul em suas bandeiras. O Mercosul também o usa em sua bandeira. Outras entidades político-administrativas que o utilizam na bandeira são os estados australianos de Victoria, Território da Capital Australiana e Território do Norte e o estado brasileiro do Paraná.

## Bandeiras internacionais

Bandeira do Mercosul

## Países da América

### Brasil
Na bandeira brasileira as estrelas foram posicionadas como se estivessem sendo vistas por um observador desde o espaço cósmico e de fora da esfera celeste, por tal razão, o céu da bandeira brasileira aparece invertido em relação à nossa visão aqui da Terra, o que já não acontece em outros casos, como nas bandeiras da Austrália e Papua Nova Guiné, por exemplo, em que as estrelas do Cruzeiro do Sul aparecem em sua posição real como se estivessem sendo vistas de dentro da esfera celeste. Além disso, as estrelas possuem dimensões que estão relacionados à sua magnitude.

Bandeira do Brasil
Bandeira presidencial do Brasil
- Bandeira do Paraná
Bandeira de Cruzeiro do Sul, Acre.
Bandeira de Cachoeiro de Itapemirim, Espírito Santo.
Bandeira de Jaguaripe, Bahia.
Bandeira de Jacobina, Bahia.
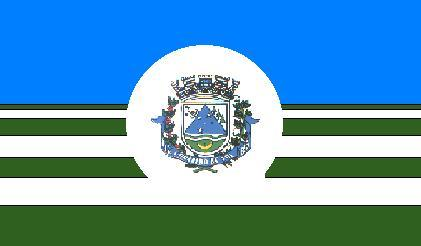
Bandeira de Cruzeiro do Sul, Paraná.
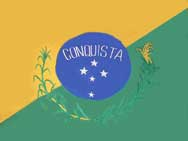
Bandeira de Conquista, Minas Gerais.
Bandeira de Goioerê, Paraná.
Bandeira de Palmeira, Paraná.
Bandeira de Pindamonhangaba, São Paulo.

### Argentina

Bandeira da província da Terra do Fogo, Antártida e Ilhas do Atlântico Sul
- Bandeira da província de Santa Cruz

### Chile

Bandeira da Região de Magalhães e Antártica Chilena

## Países da Oceania

### Austrália
Esta constelação pode ser vista de todos os estados e territórios da Austrália. O conjunto de cinco estrelas na metade direita da face desta bandeira mostra o Cruzeiro do Sul, enquanto a estrela no canto esquerdo inferior não tem relação com a Astronomia. Ela é a Estrela da Federação ("Star of Federation") e suas sete pontas representam os 7 estados e territórios da Federação.
Em todas as bandeira subnacionais, de dependências ou bandeiras estatais australianas em que aparece o cruzeiro do sul, seu desenho é semelhante ao encontrado na Bandeira Nacional, ou seja, as estrelas possuem sete pontas. Somente a central (Epsilon Crucis) possui cinco pontas.

Bandeira da Austrália
Ensígnia Vermelha da Austrália
Bandeira de Victoria
Bandeira do Território do Norte
Bandeira do Território da Capital Australiana
Bandeira da Ilha Christmas
Bandeira das Ilhas Cocos
Bandeira Eureka
Bandeira da Real Força aérea Australiana
Bandeira da Real Marinha Australiana
Bandeira do Governador do estado de Victoria
Bandeira de Nova Gales do Sul
Bandeira da Equipe Olímpica da Australásia

### Nova Zelândia
Em todas as bandeira subnacionais, de dependências ou bandeiras estatais neozelandesas em que aparece o cruzeiro do sul, seu desenho é semelhante ao encontrado na Bandeira Nacional, ou seja, as estrelas possuem cinco pontas e a estrela Epsilon Crucis é omitida.

Bandeira da Nova Zelândia
Bandeira Pessoal da Rainha Isabel II do Reino Unido na Nova Zelândia
Bandeira de Niue
Bandeira de Tokelau
Ensígnia Vermelha da Nova Zelândia
Marinha Real da Nova Zelândia
Força Aérea da Nova Zelândia
Antiga bandeira do Governador da Nova Zelândia 1869-1874
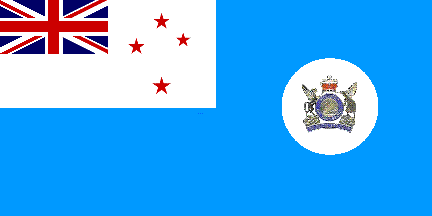
Antiga bandeira do ministério do Transporte 1968-1998

### Papua-Nova Guiné

Bandeira da Papua-Nova Guiné
Nova Bretanha Oriental
Nova Irlanda
Simbu
Província Ocidental
Nova Bretanha Ocidental

### Samoa

Bandeira de Samoa